# Alexandru Epureanu
Alexandru Epureanu (Chişinău, 27 de setembro de 1986) é um futebolista moldavo que atua como zagueiro e meio-campista. Atualmente defende o İstanbul. Em 2012, foi eleito o jogador do ano da Moldávia.